# Lucia Banti
Lucia Banti, nome d'arte di Lucia Scafati (Roma, 14 gennaio 1926 – Jesi, 1º ottobre 2010), è stata un'attrice italiana.

## Biografia
Nata a Roma svolge la sua attività lavorativa in una sartoria tentando attraverso diversi provini
di entrare nel mondo del cinema romano ma solo nel 1953 la produzione del film Giuseppe Verdi diretto da Matarazzo, le offrirà una piccola parte, poi un ruolo più impegnativo nel Paese dei campanelli del 1954. L'anno successivo finalmente l'occasione importante la parte di Marcella figlia di Cesare nella pellicola Hanno rubato un tram accanto e diretta da Aldo Fabrizi.
La sua attività di attrice termina nel 1960, con il matrimonio si trasferisce nei pressi di Jesi dove muore nel 2010.

## Filmografia
- Giuseppe Verdi, regia di Raffaello Matarazzo (1953)
- Il paese dei campanelli, regia di Jean Boyer (1955)
- Se vincessi cento milioni, regia di Carlo Moscovini (1953)
- Hanno rubato un tram, regia di Aldo Fabrizi (1954)
- Pietà per chi cade, regia di Mario Costa (1954)
- Lacrime di sposa, regia di Sante Chimirri (1955)
- Fiesta Brava, regia di Vittorio Cottafavi (1956)
- Onore e sangue, regia di Luigi Capuano (1957)
- Giuditta e Oloferne, regia di Fernando Cerchio (1958)
- La donna di ghiaccio, regia di Antonio Racioppi (1960)
- Gli scontenti, regia di Giuseppe Lipartiti (1961)